# Gnophos dispunctata
Gnophos dispunctata är en fjärilsart som beskrevs av Walker 1860. Gnophos dispunctata ingår i släktet Gnophos och familjen mätare. Inga underarter finns listade i Catalogue of Life.